# Карамель
Караме́ль (исп. caramelo, от позднелат. cannamella — «сахарный тростник») — кондитерское изделие или ингредиент такого изделия, получаемый нагреванием сахара или увариванием сахарного сиропа с крахмальной патокой или с инвертным сахаром. Смесь окрашенных соединений, образующихся при карамелизации сахара, зарегистрирована в качестве пищевых добавок из группы красителей под шифром Е150 (с добавочными шифрами a-d, в зависимости от способа получения).

## Этимология слова
Слово происходит от французского слова caramel, которое в свою очередь заимствовано из испанского — caramelo, или, возможно, из португальского — caramelo. Скорее всего, этимология слова восходит к позднелатинскому calamellus (позднелат. «сахарный тростник»), уменьшительно-ласкательной формы слова calamus (позднелат. «тростник»).

## Характеристика

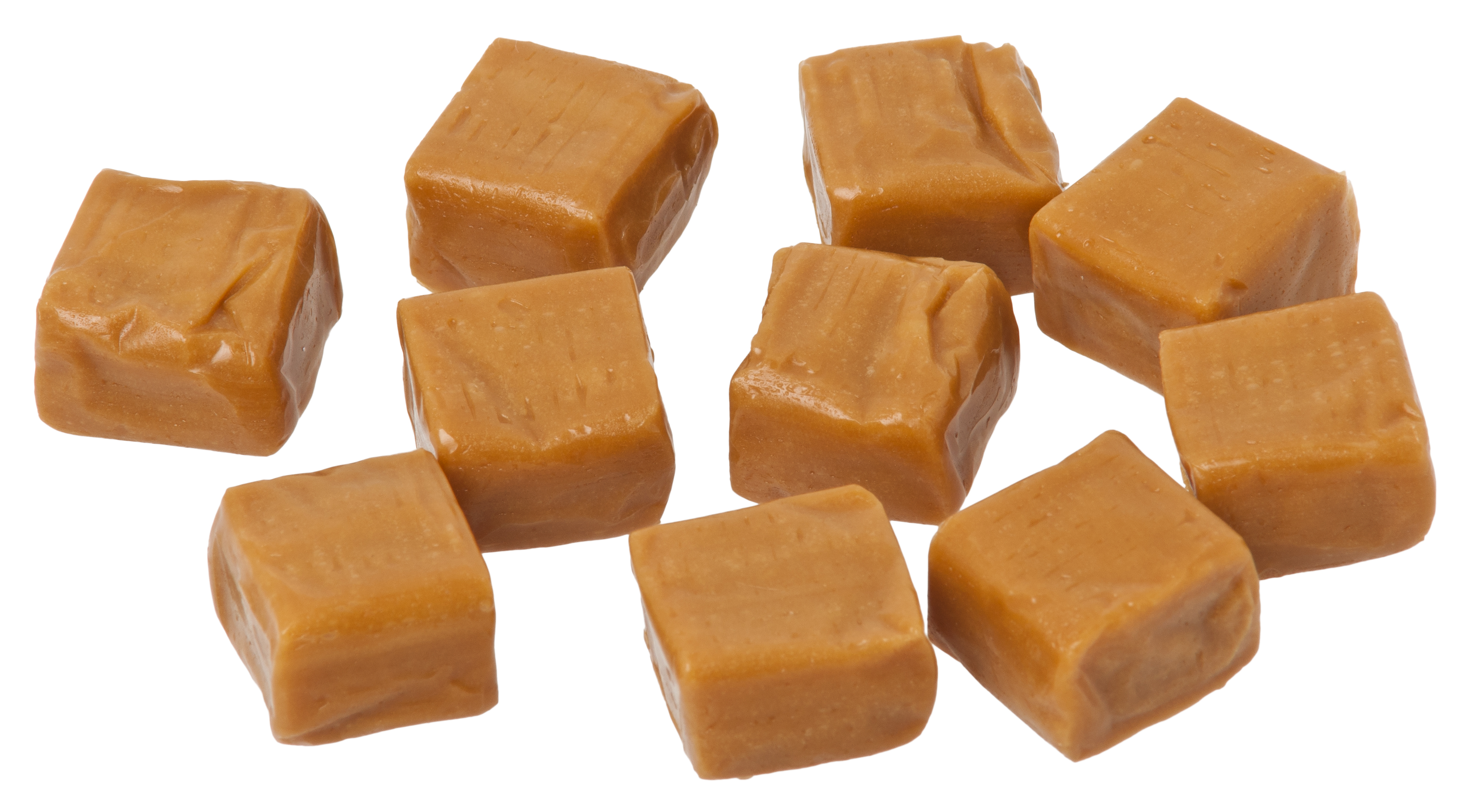
Молочная карамель изготавливается в форме квадратных конфет и используется как кондитерское изделие

Представляет собой пластичную или твёрдую массу (в зависимости от температуры нагревания) различных оттенков жёлтого и коричневого цвета (без дополнительного окрашивания). Содержит преимущественно сахарозу, в виде примеси содержатся мальтоза и глюкоза. При добавлении инвертного сахара содержит также фруктозу. Карамельная масса аморфна, в отличие от сахара, являющегося кристаллическим веществом. Переход из аморфного состояния в кристаллическое замедляется за счёт использования смеси моносахаридов. В качестве данной смеси обычно выступает патока или инвертный сироп. В карамельном производстве принято добавлять на 100 массовых частей сахара 50 массовых частей патоки. Карамель, приготовленная на инвертном сиропе, обладает большей гигроскопичностью вследствие значительно большего содержания фруктозы — наиболее гигроскопичного сахара. Карамель также применяется в качестве пищевого красителя или вкусовой добавки при изготовлении других пищевых продуктов и напитков.
Различают карамель леденцовую, с начинкой, витаминизированную, мягкую (полутвёрдую), лечебную и др. Для придания карамели дополнительного вкуса и цвета в карамельную массу вводятся пищевые кислоты, эссенции и красители, фрукты, ягоды, орехи, порошок какао и т. п. В качестве начинки используются фруктовые, ягодные, шоколадные, молочные, ликёрные и другие смеси.

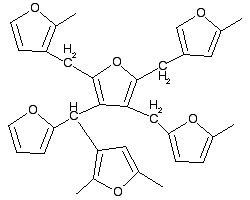
Один из возможных продуктов дегидратации и изомеризации сахарозы

## Химия
Процесс карамелизации — это процесс, при котором происходит частичная дегидратация сахаров, сопровождающаяся их изомеризацией и полимеризацией в различные высокомолекулярные соединения. Такие соединения, как ангидрид дифруктозы, могут образовываться из моносахаридов после потери молекулы воды. Реакции фрагментации приводят к образованию низкомолекулярных соединений, которые могут быть летучими и способствовать появлению специфического «карамельного» запаха. Реакции полимеризации приводят к соединениям с большей молекулярной массой, которые вносят свой вклад в характерный тёмно-коричневый цвет.
В современных рецептах и в коммерческом производстве для предотвращения кристаллизации добавляют глюкозу (из кукурузного сиропа или пшеницы) или инвертный сахар, составляющий 10-50 % сахаров по массе. «Мокрая карамель», приготовленная путём нагревания концентрированного сахарного сиропа вместо чистой сахарозы, производит свой собственный инвертный сахар из-за реакции гидролиза в водной среде под нагреванием, но этого может быть недостаточно для предотвращения кристаллизации.

## Безопасность

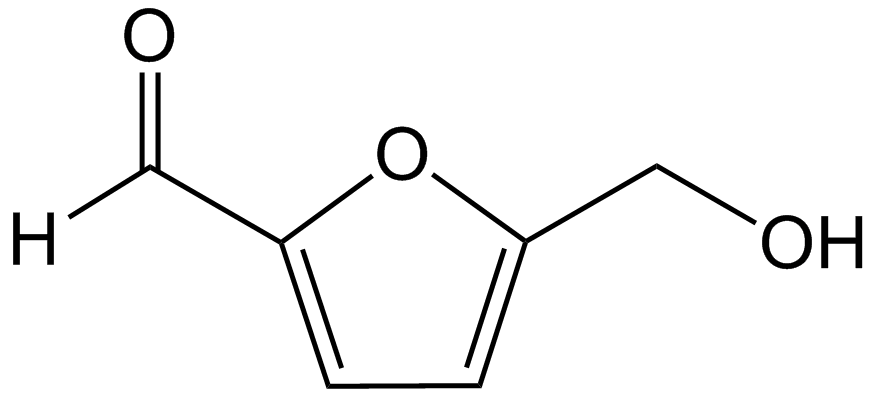
Оксиметилфурфурол и его производные, образующиеся при частичной дегидратации сахарозы в неконтролируемых условиях, могут быть токсичными при высоких концентрациях

### Допустимое суточное потребление
В качестве пищевого красителя карамель признана безопасной при использовании как пищевой добавки и одобрена для использования различными пищевыми агентствами в более чем 100 странах мира.
В США Управление по санитарному надзору за качеством пищевых продуктов и медикаментов (FDA) считает карамель «общепризнанным безопасным» (GRAS) в качестве пищевого красителя для человека. В Европейском союзе карамель указана в директиве ЕС № 1333/2008 и занесена в категорию красителей. В 2011 году Европейское агентство по безопасности продуктов питания (EFSA) провела переоценку карамели в качестве пищевой добавки и установило допустимое суточное потребление (ДСП) в количестве 300 мг/кг массы тела для группы добавок E150a, E150b, E150c и E150d.
В то же время карамель, полученная в бытовых условиях, как правило изготавливается в плохо контролируемых условиях и не является полностью безопасной при употреблении. Так, при немного повышенной кислотности исходных ингредиентов, что в быту случается довольно часто, даже при слабом нагревании могут образовываться акриламид и производные оксиметилфурфурола в высоких концентрациях, которые в свою очередь проявляют цитотоксический, гепатотоксический, канцерогенный и воспалительный эффекты.

4-метилимидазол может накапливаться в карамели, если исходное сырьё содержит белок и другие азотсодержащие органические соединения

### 4-метилимидазол
Карамель, будучи изготовлена в присутствии белковых компонентов, может содержать в себе примеси 4-метилимидазола, образующегося в результате реакции Майяра. В 2007 году Национальная токсикологическая программа США провела рандомизированное контролируемое исследование 4-метилимидазола на мышах и обнаружила, что вещество вызывает рак лёгких у самцов и самок мышей. Спустя четыре года, это исследование привело к тому, что в 2011 году Калифорнийский законопроект № 65 в США причислил 4-метилимидазол, одно из соединений, содержащееся в карамели, в группу «возможных канцерогенов» из-за результатов исследования 2007 года. В ответ на это FDA заявило, что нет убедительных доказательств опасности 4-метилимидазола, если Е150 используется в качестве красителя в пищевых продуктах: «вам нужно будет выпивать более 1000 банок газировки в день, чтобы соответствовать количеству, использованному в исследованиях, которые показали проблемы со здоровьем с 4-метилимидазолом». Объединённый экспертный комитет ФАО/ВОЗ по пищевым добавкам (JECFA) ещё в 1986 году заявил, что токсичность 4-метилимидазола не вызывает беспокойства, поскольку концентрация этого вещества ограничена в спецификациях, предусмотренных использованием Е150 и использование карамельного красителя класса III и класса IV на установленных уровнях будет значительно ниже уровней, вызывающих неврологические эффекты у ряда видов животных. EFSA заявило, что ожидаемое воздействие 4-метилимидазола на детей и взрослых с пищей не вызывает беспокойства, а канцерогенный эффект, наблюдаемый у мышей в исследовании 2007 года, был пороговым и может рассматриваться как уровень, не вызывающий видимых отрицательных эффектов (УНВОЭ).
В 2018 в журнале Food Chem Toxicol было опубликовано обновлённое исследование красителя Е150. Не было обнаружено никаких доказательств генотоксичности, субхронической токсичности, канцерогенности и токсичности для репродуктивной системы при адекватных уровнях потребления красителя.